# Confédération internationale de la pêche sportive
La Confédération internationale de la pêche sportive (CIPS) è la federazione sportiva internazionale, membro di SportAccord, che governa lo sport della pesca sportiva.